# 濃尾大花火
座標: 北緯35度18分47.3秒 東経136度43分55.3秒 / 北緯35.313139度 東経136.732028度

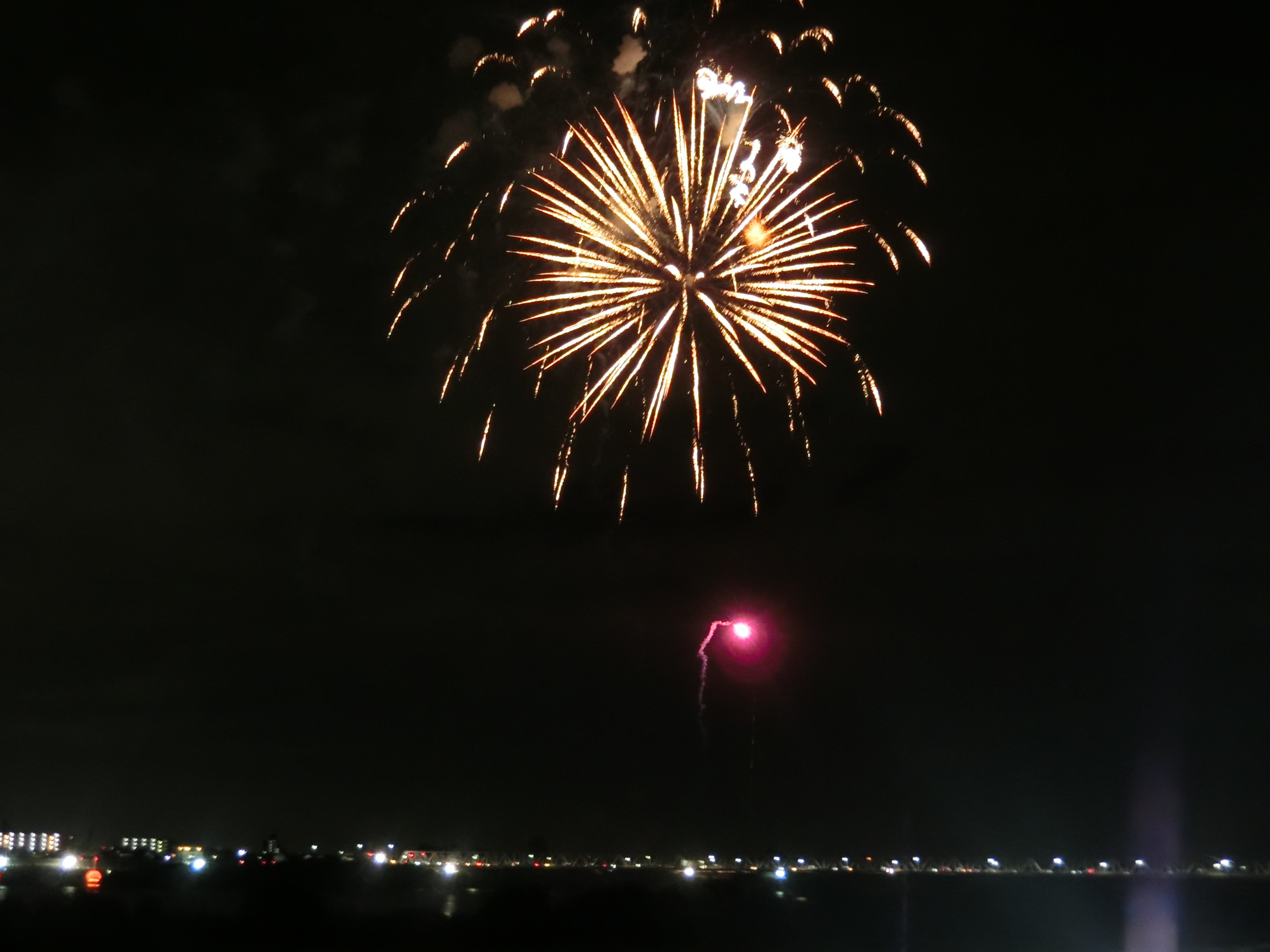
濃尾大花火

濃尾大花火（のうびだいはなび）は、愛知県一宮市と岐阜県羽島市が、8月中旬に木曽川に架かる濃尾大橋の上流で共催していた花火大会である。

## 歴史
1892年（明治25年）に木曽川東岸の愛知県中島郡起村（後に起町）の船頭たちが水難防止を祈願して始めた「水天宮川祭」の打ち上げ花火が起源となっている。この川祭は旧暦7月15日に開催され、船上での「六斎ばやし」の御囃子や万灯流しなども行われた。1925年（大正14年）に「起の川祭」となり、まきわら舟が登場し、戦時中も祭りは継続した（昭和初期に開催日が新暦8月15日になった）。
1955年（昭和30年）に起町が朝日村と合併し尾西市となってからは「尾西川祭り」という名称になった。しかし、1956年（昭和31）年からは濃尾大橋の架橋により、まきわら舟の航行ができなくなり、船上での「六斎ばやし」の御囃子や万灯流しもなくなっていき、花火大会のみとなり1976年（昭和51年）から名称が「尾西市夏祭り」となった。
1983年（昭和58年）に「六斎ばやし」が町内を練り歩く形で復活し、翌年には開催日が8月14日になった。1993年（平成5年）からは尾西市と木曽川の対岸にある岐阜県羽島市との共催体制に移行し、以後「尾西市・羽島市市民花火大会」となった（共催となったこの年から「まきわら舟」も復活した）。
尾西市と木曽川町が一宮市と合併した2005年（平成17年）からは「一宮市・羽島市市民花火大会」（通称：濃尾大花火）と名称を変更した。この合併により、翌年で終了した旧一宮市で開催の「一宮市民花火大会」と合わせ、一宮市で花火大会が年に2回も開催される時期があった。
濃尾大橋北側で打ち上げられ2尺玉（20号）が打ち上げられる花火大会として有名だった。
2019年（令和元年）も開催を予定していたが、雨天ならびに木曽川の増水によって予備日を含めて中止となった。そこから東京オリンピック・パラリンピックの開催や新型コロナウイルスの蔓延により3年間開催されていなかったが、2022年（令和4年）1月28日、羽島市側から撤退の申し出を受け、濃尾大花火開催委員会は濃尾大花火の廃止を発表した。一宮市側のみの代替となる花火大会の開催が検討され、2022年（令和4年）から新たに開催される一宮市びさい夏まつり内で花火大会が行われている。